# Marcelo Torrealba
Pour les articles homonymes, voir Torrealba.

a Compétitions nationales et continentales officielles uniquement.

b Matchs officiels uniquement.
Dernière mise à jour le 5 février 2023.
Marcelo Torrealba, né le 6 mai 1996, est un joueur chilien de rugby à XV qui évolue au poste de demi de mêlée.

## Biographie
Marcelo Torrealba débute le rugby à 5 ans, au sein de son école, la Grange School (en), une école britannique de Santiago. En 2012, il décide de partir en échange scolaire en Nouvelle-Zélande. Il intègre le Southland High School (en) d'Invercargill pendant deux saisons.
A son retour de Nouvelle-Zélande, il intègre le Old Grangonian Club, club qui accueille les anciens de la Grange School. Dès 2014, il entre dans le process fédéral chilien, et débute avec la sélection à sept en 2015. En 2017, il brille sur deux fronts : en club, il remporte le championnat national avec les Old Boys, et en sélection il remporte l'or aux Jeux bolivariens.
En 2018, après avoir participé à la coupe du monde de rugby à sept, il s'inscrit à une draft organisée par la Major League Rugby à destination des joueurs sud-américains. Il est alors signé par les Gilgronis d'Austin pour la saison 2019. En fin d'année, il participe à un test match avec le Chili où il affronte les Māori. 
En 2019, il joue 12 rencontres avec Austin, puis prolonge son contrat avec Austin. En fin d'année 2020, il est titulaire à la mêlée lors du championnat d'Amérique du Sud.

## Palmarès
- Championnat du Chili de rugby à XV 2017
- Jeux bolivariens 2018

 Selknam
- Finaliste de la Súperliga Americana en 2022

## Statistiques

### En sélection
| Année | Compétition | Matchs | Points | Essais | Transf. | Drops | Pénal. |
| ----- | ----------- | ------ | ------ | ------ | ------- | ----- | ------ |
| 2018  | Test        | 1      | -      | -      | -       | -     | -      |
| Total | Total       | 1      | -      | -      | -       | -     | -      |